# Iris kirkwoodiae
Iris kirkwoodiae là một loài thực vật có hoa trong họ Diên vĩ. Loài này được Chaudhary miêu tả khoa học đầu tiên năm 1972.